# 江苏省宿迁中学
江苏省宿迁中学是一所历史悠久的中学，始创于1927年，为国家级示范高中，江苏省重点中学，江苏省四星级高中，江苏省高品质示范高中建设培育学校，宿迁市市直中学。

## 主要奖项
- 江苏省模范学校
- 江苏省德育工作先进学校
- 江苏省青少年科普教育特色学校
- 江苏省实施素质教育先进学校
- 江苏省文明学校

## 知名校友
- 刘强东，京东商城 创始人
- 胡宁，中国科学院院士
- 张裕恒，中国科学院院士